# Bryum leucophylloides
Bryum leucophylloides är en bladmossart som beskrevs av Brotherus 1924. Bryum leucophylloides ingår i släktet bryummossor, och familjen Bryaceae. Inga underarter finns listade i Catalogue of Life.